# Гнилицька Ксенія Олександрівна
Ксенія Олександрівна Гнилицька (1984, Київ)  — українська художниця.

## Біографія
Ксенія Гнилицька народилася у 1984 р. в Києві в родині художника Олександра Гнилицького.

## Творчість
У своїй практиці звертається до живопису, графіки, кераміки, а також відео. Навчалась в Національній академії образотворчого мистецтва і архітектури на факультеті живопису. Співзасовниця і учасниця груп Р.Е.П. і «Худрада». 

## Виставки
Учасниця групових та персональних виставок, серед обраних проектів: «Stratigraphy», Vozdvizhenka 32, Київ (2016), «Ступінь залежності», Awangarda, Вроцлав, Польща (2016), «Lest The Two Seas Meet», Muzeum Sztuki Nowoczesnej w Warszawie, Варшава (2015), «Кольоротест», Мала галерея Мистецького Арсеналу, Київ (2013), Gyumri Biennial (у складі групи Р.Е.П.) Гюмрі, Вірменія (2008).
Номінантка премії PinchukArtCentre 2020 .